# Paco Morales
Paco Morales (Córdoba, 1981) es un chef español y propietario del restaurante Noor, galardonado con tres estrellas Michelin, ubicado en Cordoba. Su trabajo combina la investigación histórica y cultural con la gastronomía para dar visibilidad a la tradición culinaria de Al-Ándalus.

## Trayectoria
Paco Morales inició su formación en el negocio familiar, el Asador de Nati, el local de comidas para llevar regentado por sus padres en Córdoba. 
A los 17 años, Morales comenzó a trabajar en un restaurante en Zaragoza, donde aprendió de su propietario, quien había colaborado con figuras destacadas del mundo gastronómico. Posteriormente, adquirió experiencia en algunos de los restaurantes de España y Europa, incluyendo El Bulli, bajo la dirección de Ferran Adrià, y Mugaritz, donde trabajó con el chef Andoni Luis Aduriz, llegando a ocupar el puesto de jefe de partida en ambos restaurantes.
En 2010, inauguró el restaurante Paco Morales en el Hotel Ferrero (Bocairent, Valencia), que obtuvo una estrella Michelin en 2011. Tras varios años, Morales decidió regresar a Córdoba para continuar desarrollando su carrera profesional y emprender el restaurante Noor, inaugurado en 2016.

## Noor
Noor (que significa “luz divina” en árabe) es un restaurante de alta cocina ubicado en Córdoba, centrado en la reinterpretación de la tradición culinaria andalusí. Cada temporada, el restaurante se inspira en un siglo de la historia de Al-Ándalus, incorporando investigaciones realizadas en colaboración con historiadores, documentalistas, arqueólogos y diseñadores.
El restaurante, que combina elementos históricos y contemporáneos, obtuvo su tercera estrella Michelin en 2023, apenas siete años después de su apertura.  Noor también ha sido galardonado con tres Soles Repsol.

## Premios y reconocimientos
- 2007: Premio al Mejor Cocinero del Siglo XXI menor de 30 años (Comunidad de Madrid)[7]
- 2008: Mejor Cocinero del Año en los premios Madrid Fusión[7]
- 2010: Mejor joven cocinero de España
- 2011: 1 estrella Michelin para el restaurante Paco Morales (Hotel Ferrero)[4]
- 2011: Premio Chef Millesime (Cruzcampo)
- 2016: 1 estrella Michelin para Noor (Guía Michelin 2017)[8]
- 2016: 1 Sol Repsol para Noor[3]
- 2016: Premio al Mejor Restaurante en los Premios de Diseño e Innovación de Fuera de
- 2017: Premio “Chef del Año” por la revista
- 2017: Nominación a “Mejor Jefe de Cocina” en los Premios Nacionales de Gastronomía[9]
- 2018: 2 Soles Repsol para Noor[10]
- 2019: 3 Soles Repsol para Noor[11]
- 2020: Puesto núm. 29 en The Best Chef Awards[12]
- 2022: Premio “Mejor Talento Culinario” (Premios Sabores de Córdoba)[13][14]
- 2023: Tercera estrella Michelin para Noor (Guía Michelin 2024)[15]
- 2023: Premio al “Chef del Futuro” (Academia Internacional de Gastronomía)[16]
- 2024: “Chef del Año” en los Premios Montagud Editores
- 2024: “Best Digital Chef” (The Best Digital Restaurants Awards)
- 2024: Puesto núm. 57 para Noor en la lista de Opinionated About Dining| (OAD) [17]

## Publicaciones
- Noor: La reinterpretación gastrocultural de Al-Ándalus. Paco Morales (2020)